# Genji Monogatari Museum
Genji Monogatari Museum (jap. 宇治市源氏物語ミュージアム Uji-shi Genji Monogatari Myūjiamu; Muzeum Opowieści o Genjim w Uji, The Tale of Genji Museum) – muzeum w Japonii poświęcone największemu dziełu literatury japońskiej o tytule Genji monogatari, autorstwa damy dworu Murasaki Shikibu, żyjącej na przełomie X i XI wieku (okres Heian).
W 1998 roku otwarto w mieście Uji (prefektura Kioto), położonym w połowie odległości pomiędzy Kioto i Nara, dwoma historycznymi i kulturowymi centrami Japonii, muzeum upamiętniające i prezentujące wybitne dzieło literackie, postacie i sceny z życia arystokracji tamtego okresu. 

## Opis muzeum
W muzeum można rozróżnić:
- Heian no Ma, salę prezentującą okres Heian, w której prezentowane są meble, wyposażenie wnętrz i sceny z życia dworskiego;
- Uji no Ma, salę miasta Uji, ukazującą miejsca. w których rozgrywa się akcja  ostatnich dziesięciu rozdziałów opowieści o Genjim. Głównym bohaterem tej części jest Kaoru Genji. Jest tam seria obrazów autorstwa malarza Mitsunoriego Tosy (1617–1691), ilustrujących kolejne rozdziały;
- szklany most-przejście pomiędzy powyższymi salami;
- salę filmową, w której wyświetlany jest film wyprodukowany specjalnie dla muzeum, organizowane są także wykłady na temat powieści (w powtarzalnych cyklach pokazywane są także filmy wideo o tematyce związanej z powieścią);
- salę poświęconą powieści Genji monogatari z wystawą dotyczącą m.in. Murasaki Shikibu i Michinagi Fujiwary;
- bibliotekę i czytelnię; osoby zwiedzające i zainteresowane mogą wybrać spośród 4500 książek związanych z historią, kulturą, sztuką, w tym książki związane z „Opowieścią o Genjim”.
- niewielki bar-herbaciarnię i stoisko z pamiątkami[1][2].

W muzeum pokazana jest makieta fikcyjnej rezydencji Rokujō-in księcia Genji. Po przeprowadzeniu jej restauracji, sprowadził do niej swoje główne żony i dzieci, co jest opisane w rozdziale 21. „Otome” (Dziewica). Rezydencja, zbudowana w stylu shinden-zukuri, podzielona była na cztery kwatery, z których każda symbolizowała jedną z czterech pór roku. Były one połączone korytarzami, które umożliwiały mieszkańcom przechodzenie między nimi.

## Ciekawostki
W 2000 roku Bank Japonii wprowadził do obiegu nowy banknot o nominale 2000 jenów. Na jego rewersie umieszczono scenę z „Opowieści o Genjim” (zaczerpniętą ze zwoju Genji monogatari emaki) i fragment postaci Murasaki Shikibu (z Murasaki Shikibu nikki emaki).
W 2012 roku parlament Japonii ustanowił dzień 1 listopada Dniem Klasyki (古典の日, Koten no Hi, ang. Classics Day) w celu promowania dzieł klasycznych. Dzień ten został wybrany przez komitet obchodów tysiąclecia Genji monogatari w 2008 roku. Przyjęto bowiem, że właśnie tego dnia przypada rocznica wzmianki o „Opowieści o Genjim” w „Dzienniku Lady Murasaki” (Murasaki shikibu nikki) w 1008 roku. Zgodnie z prawem klasyka obejmuje literaturę, muzykę, sztukę, sztuki sceniczne, styl życia oraz dzieła z dziedziny nauki i filozofii.

## Galeria

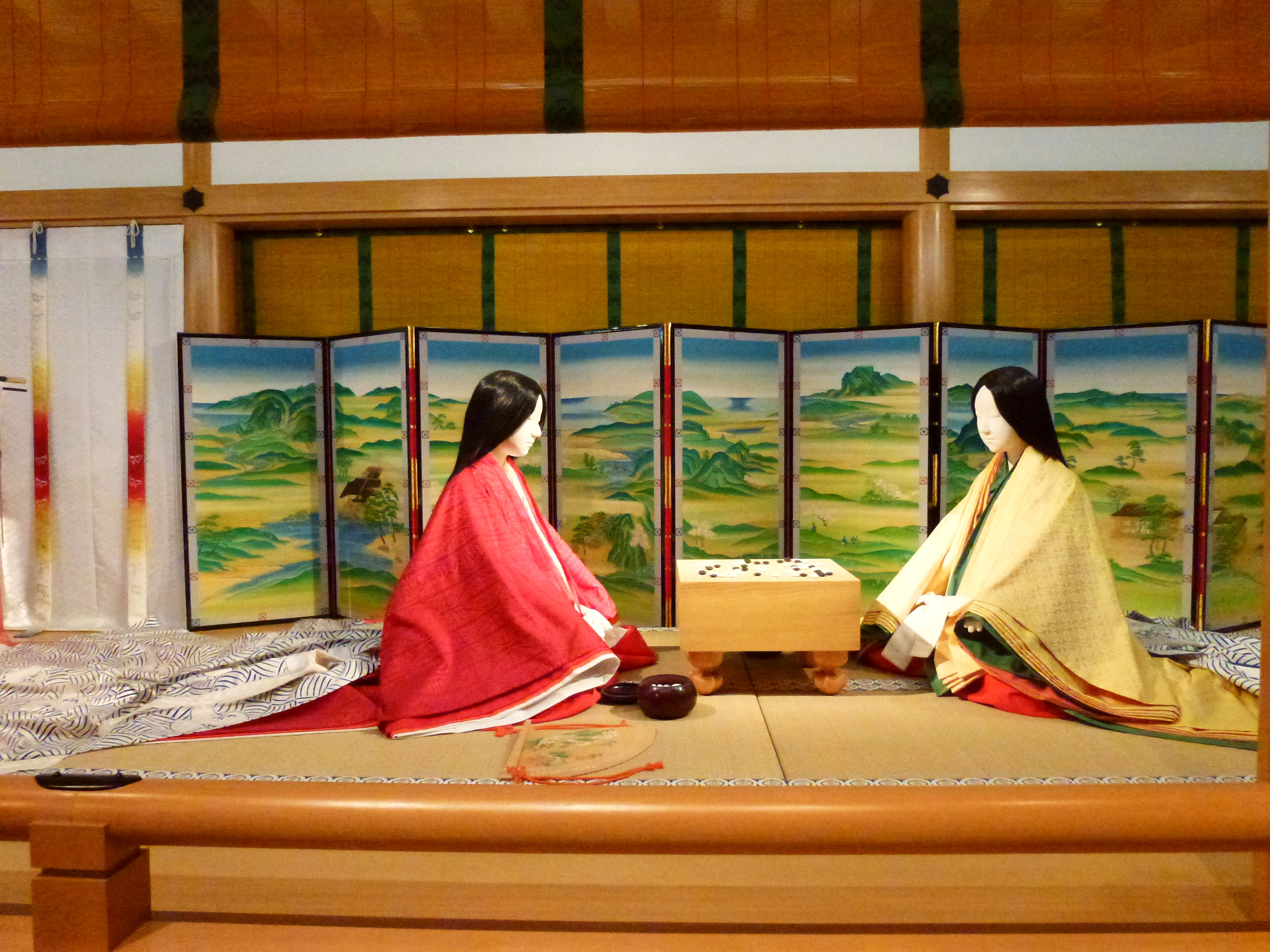
Damy dworu grające w go
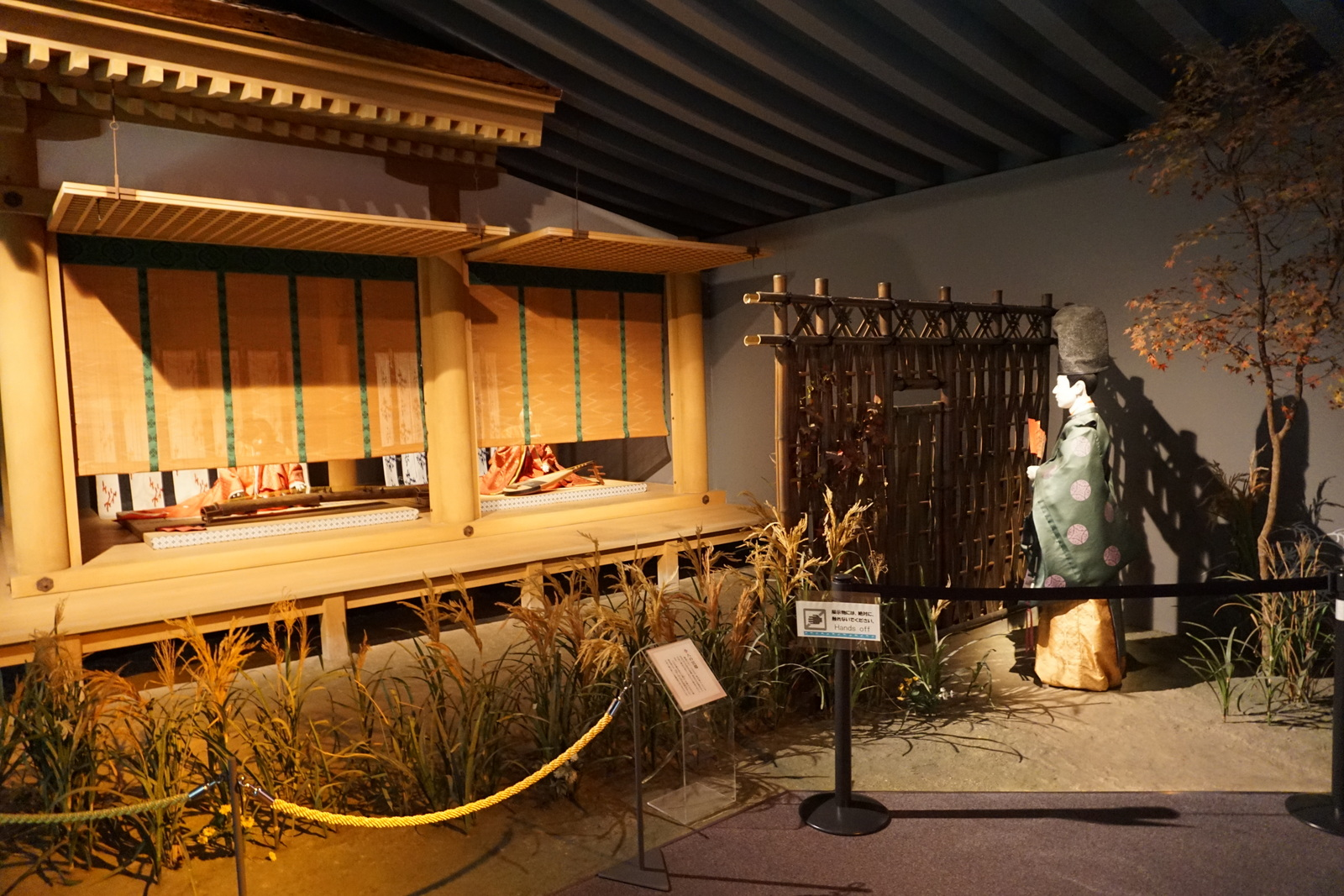
Scena z powieści
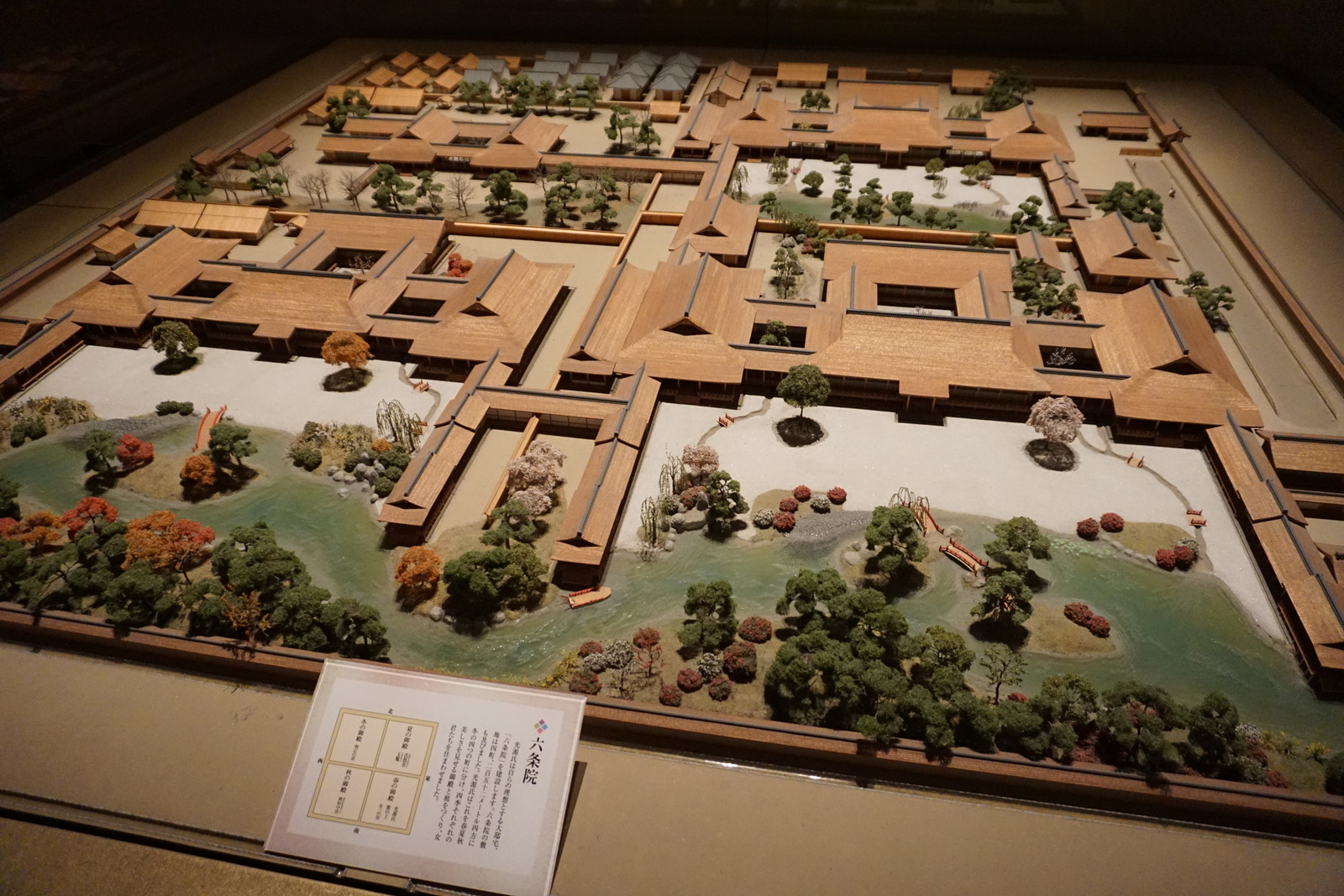
Makieta Rokujō-in, fikcyjnej rezydencji księcia Genji (styl pałacowy okresu Heian o nazwie shinden-zukuri[6])
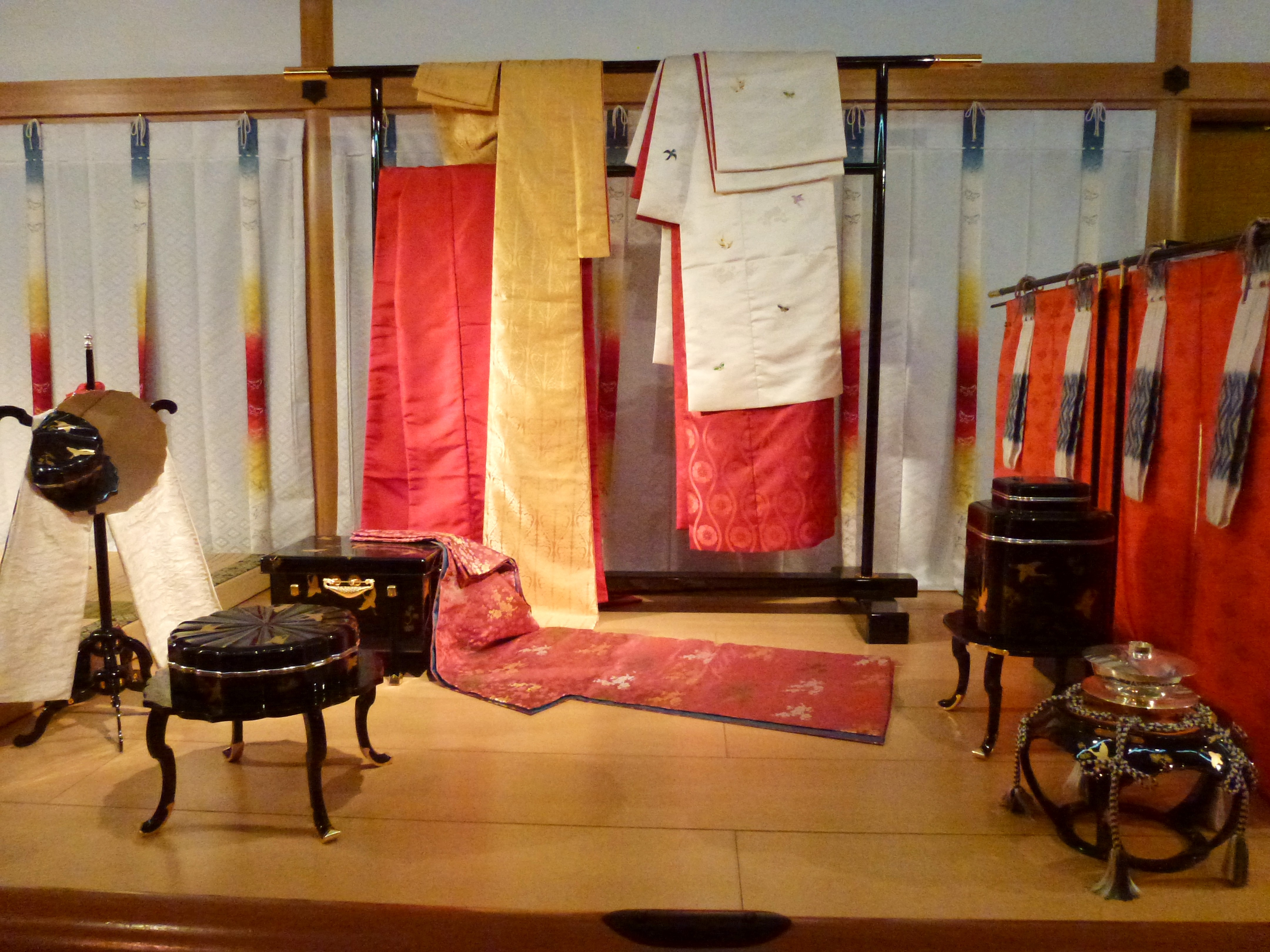
Stroje i meble damy dworu
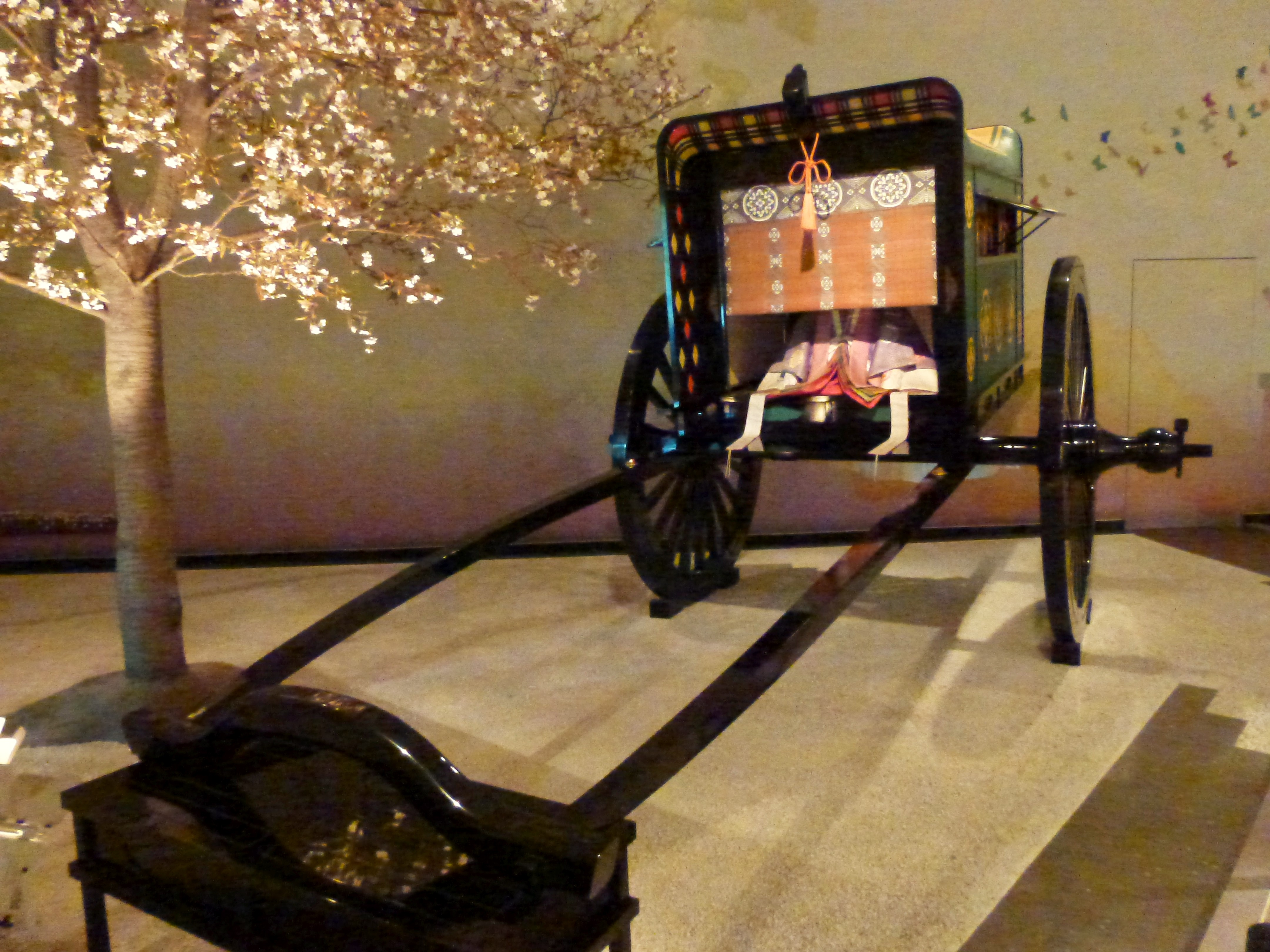
Gyūsha (lub gissha, ushiguruma), powóz zaprzęgany w wołu
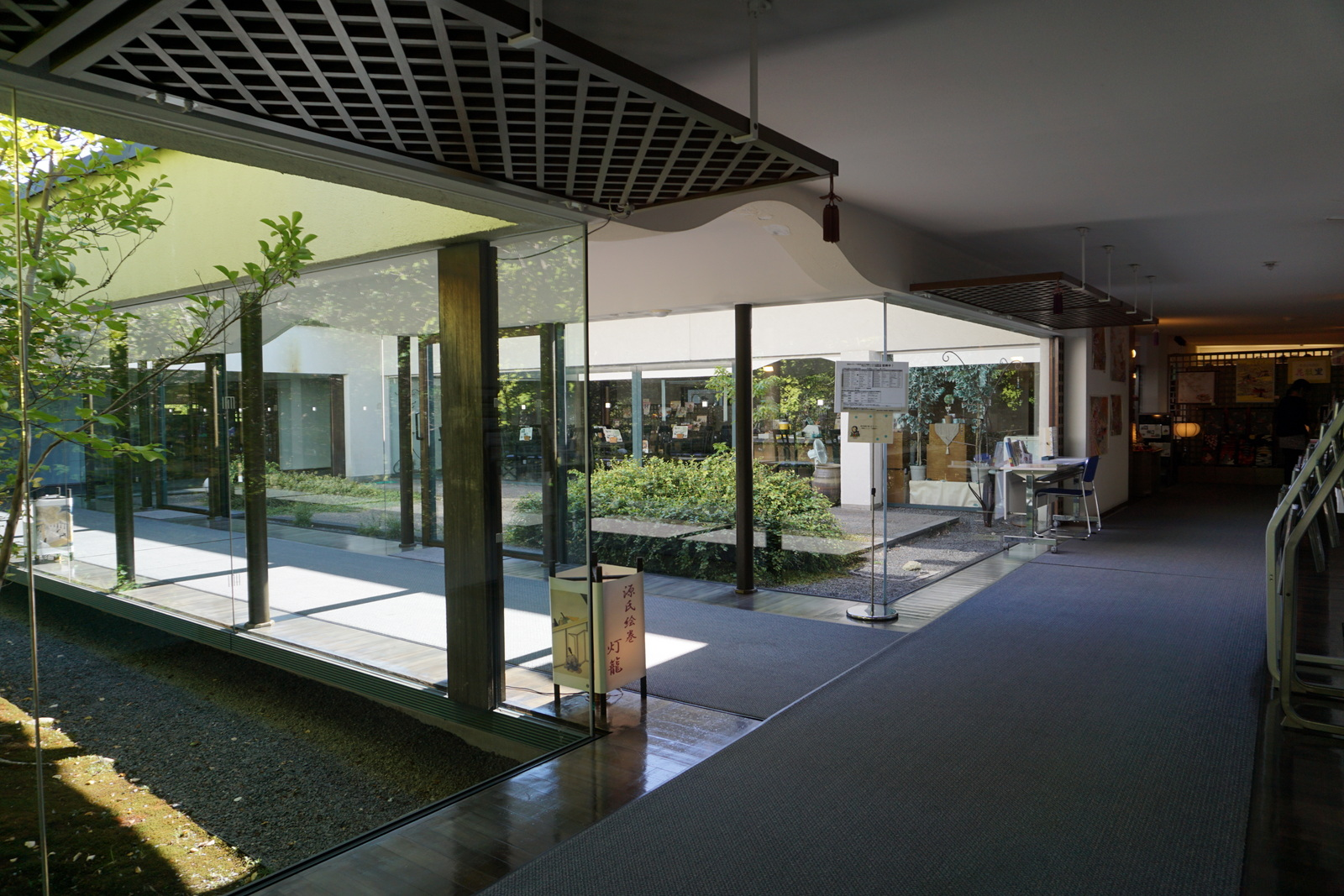
Wnętrze muzeum
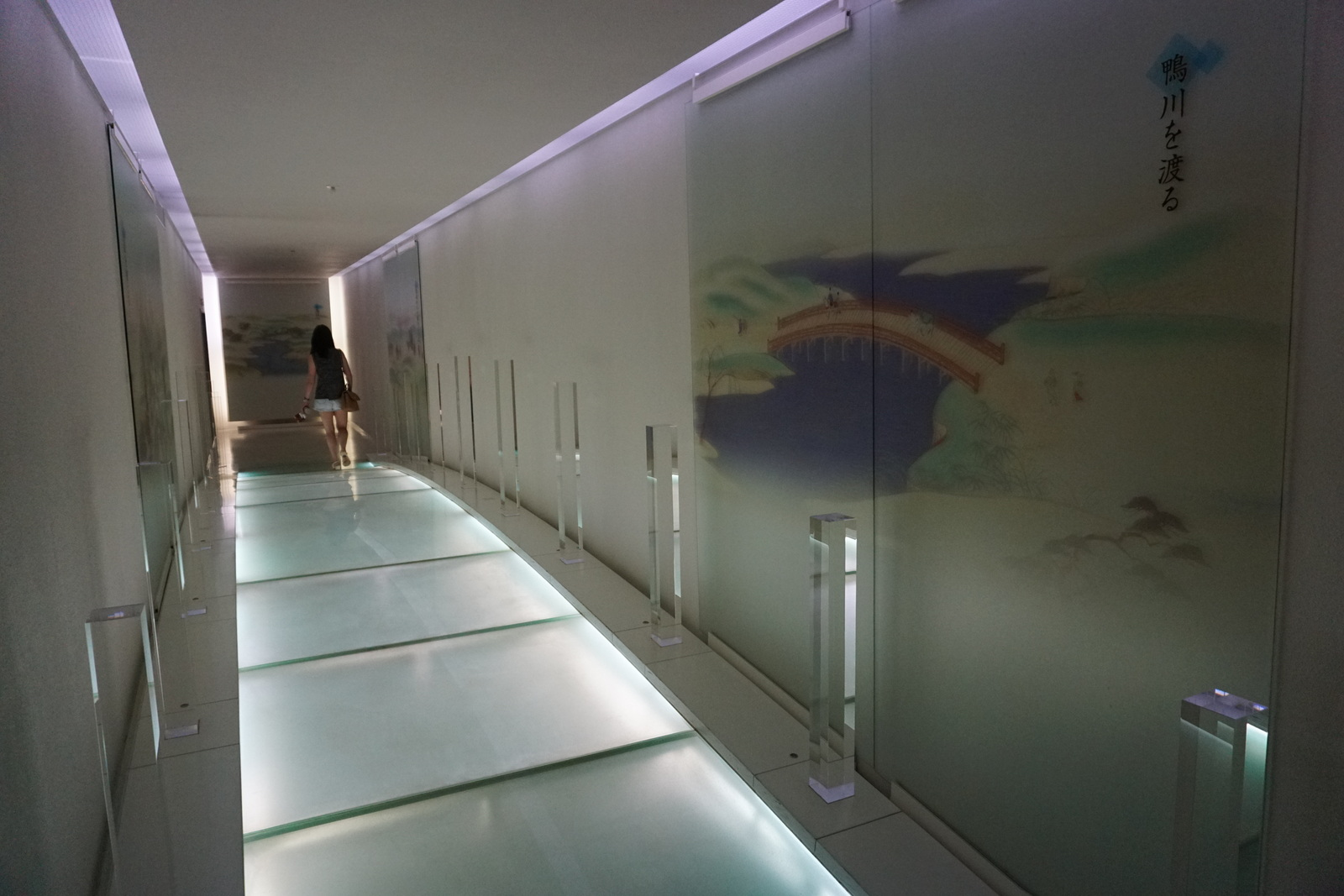
Szklany most